# Gerardus Majellakerk (Hulten)

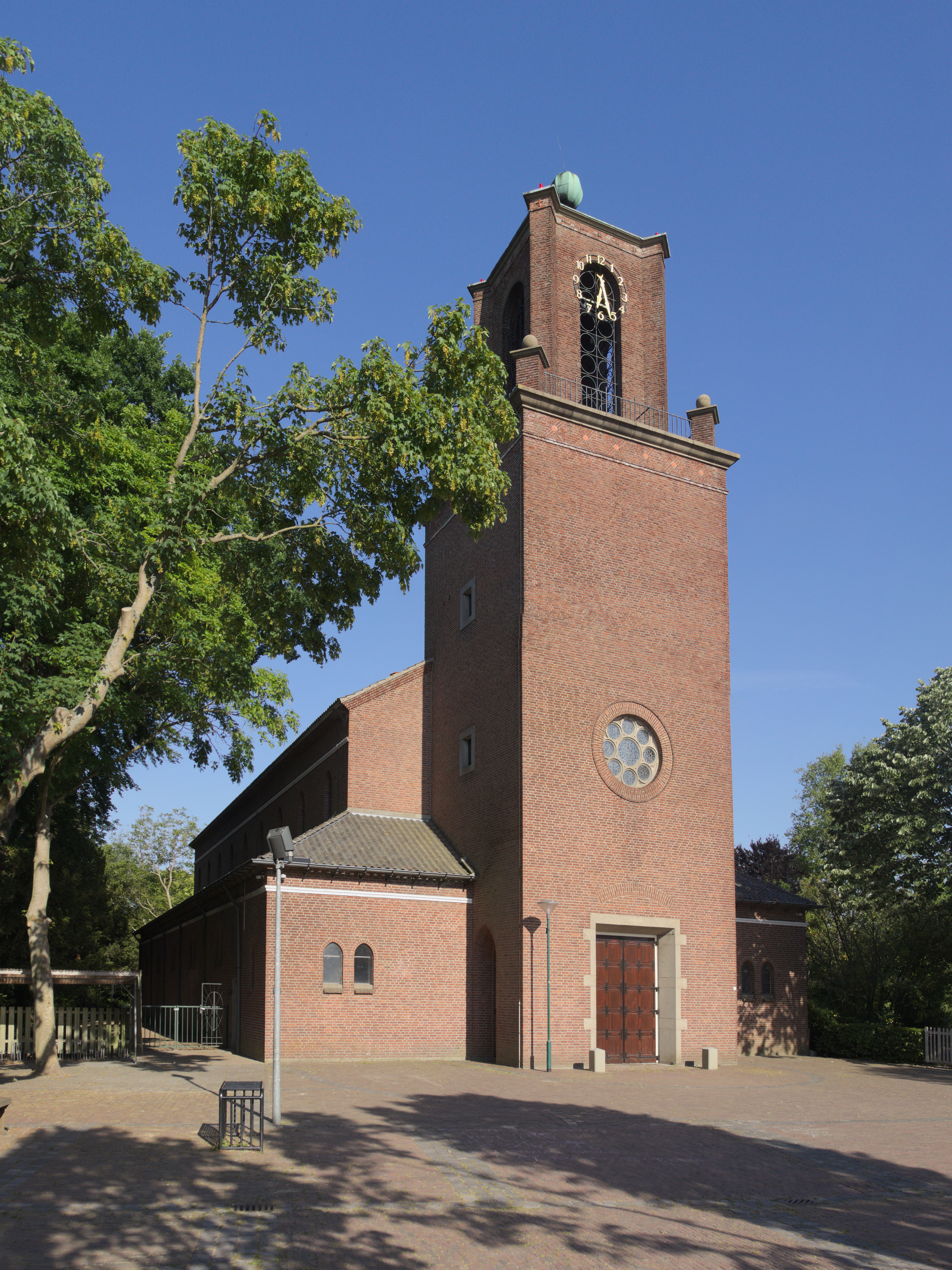
Gerardus Majellakerk

De Gerardus Majellakerk is de voormalige parochiekerk van de tot de Noord-Brabantse gemeente Gilze en Rijen behorende plaats Hulten, gelegen aan de Gerardus Majellastraat 9.

## Geschiedenis
De eerste Gerardus Majellakerk stond aan Rijksweg 24a. Het was een in 1914 gebouwde neoromaanse kerk, ontworpen door Jacques van Groenendael. Het was een kruiskerk zonder toren, maar wel met een vieringtorentje. Naar het gebouw werden bedevaarten georganiseerd. Deze kerk werd verwoest tijdens een bombardement op 3 september 1944.
Van 1945-1952 kerkten de gelovigen in een noodkerk, ingericht in een boerderij aan de Hulteneindsestraat 8.
In 1952 werd een nieuwe kerk in gebruik genomen. Het betrof een bakstenen kerk met een basilicaal schip en rondbogige vensters. Dit alles oogde traditionalistisch. De voorgebouwde toren, met een zware vierkante basis en daarboven een open lantaarn, kenmerkte zich echter door wederopbouwarchitectuur. Architect was W.J. Bunnik.
In 2001 fuseerde de parochie met die van Rijen en Molenschot tot de Heilige Geestparochie. De kerk bleef vooralsnog in gebruik.
Wegens teruglopend kerkbezoek werd de kerk in 2013 onttrokken aan de eredienst. Naast een gebedsruimte vindt men sindsdien in de kerk een woning en een atelier.